# ماري كيم
ماري كيم (الكورية: 마리킴) هي مخرجة الإنيمايشن كورية جنوبية، ولدت في 30 مارس 1979 في بوسان في كوريا الجنوبية.

## وصلات خارجية
- الموقع الرسمي